# Ruby Wax
Ruby Wachs, OBE, (Evanston, Illinois, 19 de abril de 1953), conocida artísticamente como Ruby Wax, es una actriz, activista de la salud mental, académica y escritora. Posee doble nacionalidad estadounidense y británica.
Se formó como actriz clásica y es conocida por su faceta cómica como entrevistadora en la que parodia la percepción que tienen los británicos del estilo de vida estadounidense que posteriormente reprodujo en la serie Girls on Top. También participó en Absolutamente Fabulosas, como artista invitada y editora de guion. Sus memorias (How Do You Want Me?), han alcanzado las listas de los Best Seller del Sunday Times.

## Biografía

### Infancia y juventud
Sus padres, judíos austriacos se vieron forzados a abandonar Austria en 1939 ante la amenaza nazi.
Su padre ocupó un importante cargo como empresario dentro de la industria charcutera mientras que su madre trabajó como contable.
Wax se licenció en Psicología por la Universidad de Berkeley, California.

## Vida profesional

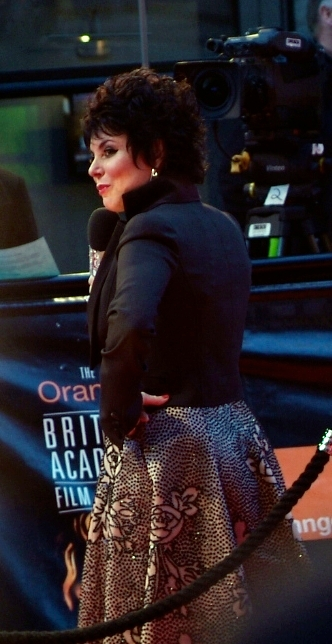
Ruby Wax en los BAFTA 2007.

### Inicios de carrera
Wax se trasladó a Escocia donde asistió al Real Conservatorio en Glasgow. Comenzó su carrera como actriz de teatro en el Crucible Theatre de Sheffield junto a Alan Rickman, junto al que trabajó durante muchos años y quien más tarde dirigiría gran parte de sus espectáculos cómicos. En 1978 pasó a formar parte de la Royal Shakespeare Company donde trabajó junto a Juliet Stevenson en la obra Measure for Measure y con Michael Hordern en Trabajos de amor perdidos entre otras funciones.
Mientras estuvo en la Compañía se hizo amiga de Ian Charleson al que le dedicó un apartado en su libro de 1990: For Ian Charleson: A Tribute.

### Trayectoria televisiva y radiofónica
En 1985 interpretó a Shelley DuPont, una actriz norteamericana muy gritona, en la comedia de situaciones británica Girls on Top. Según el documental Arena de la BBC, su rol como entrevistadora entre bambalinas en el programa benéfico de Amnestía Internacional del año 1987 The Secret Policeman's Third Ball fue lo que la lanzó al estrellato. [cita requerida]
En 1987 presentó su propio programa Don't Miss Wax que emitió Channel 4. También fue contratada como locutora en el programa británico nocturno The Superstation.
En 1991 comenzó a trabajar en la BBC y en 1996 presentó Ruby Wax Meets, un programa donde entrevistaba a celebridades como Imelda Marcos y Pamela Anderson. En 1996 fue nominada a un BAFTA por su entrevista a Sarah Ferguson, la duquesa de York. Dicha entrevista tuvo una audiencia de más de 14 millones de personas.
También apareció como artista invitada en varias ocasiones en Absolutely Fabulous, serie en la también participó como editora de guion.
De noviembre de 2001 hasta junio del año 2002 presentó el concursoThe Waiting Game en BBC1.

### Faceta como escritora, académica y regreso a la televisión y al teatro
En 2002 Wax presentó el programa de la BBC Comercial Breakdown. Ese mismo año publicó sus memorias How Do You Want Me?, que alcanzó la lista de los libros más vendidos de acuerdo al Sunday Times.
Wax apareció como actriz secundaria junto a Olivia Williams y Andie MacDowell en la película del 2005. 
En 2010 presentó el espectáculo de monólogos Losing It, relatando sus experiencias con la depresión.[13] En 2011, en respuesta a la reacción del público a su espectáculo, Wax fundó la web de salud mental sane.org.uk. Actualmente la web forma parte de la asociación benéfica SANE.

## Estudios
Aparte de la interpretación, enseña comunicación empresarial para los sectores público y privado entre sus clientes se encuentran Deutsche Bank, el Ministerio del Interior de Reino Unido y Skype.
En septiembre de 2013 obtuvo un máster en mindfulness mediante terapia cognitiva por la Kellogg College, centro adscito a la Universidad de Oxford. Anteriormente completó sus estudios de postgrado en se licenció en psicoterapia y orientación en la Regent's University de Londres.
En 2013, Wax publicó su libro Sane New World, que obtuvo un gran éxito de ventas y en enero de 2016 publicó Domestica tu mente. En 2015 recibió la condecoración de Oficial de la Orden del Imperio Británico por sus contribuciones a la salud mental.